# Kotelna

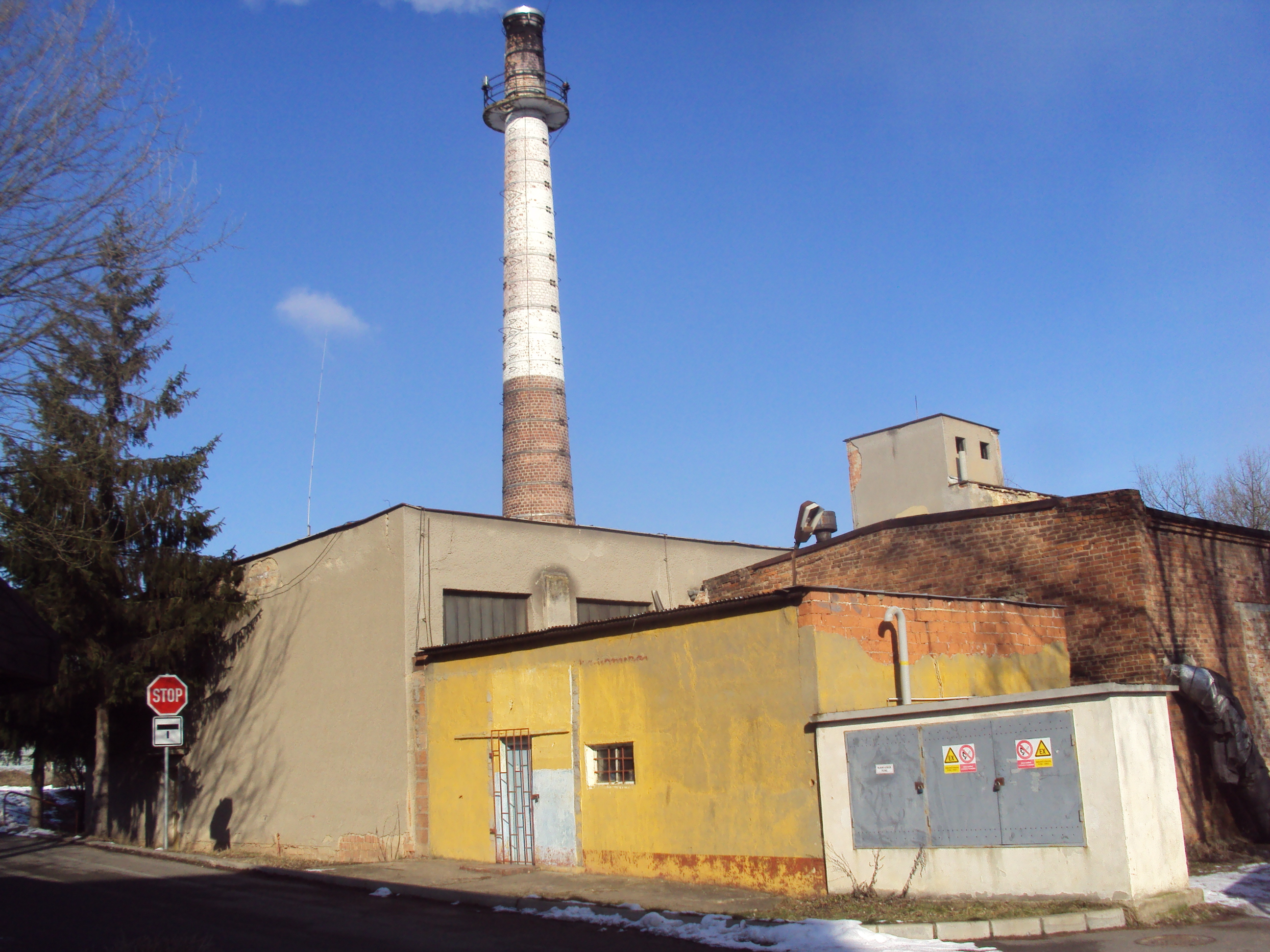
Budova kotelny v Nových Zákupech

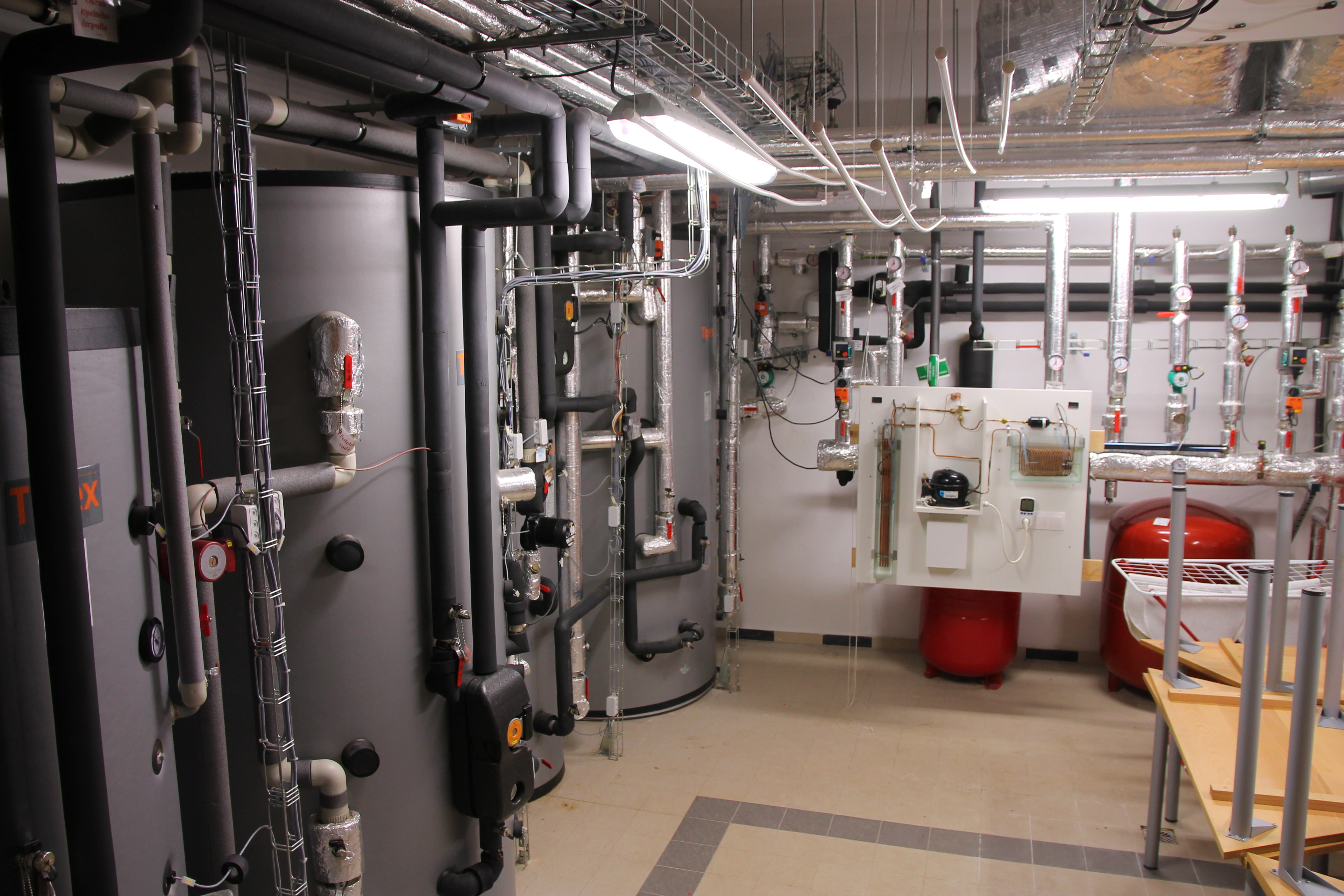
Kotelna ve skautském centru ekologické výchovy Kaprálův mlýn

Kotelna je místnost nebo samostatná stavba, v níž je umístěn kotel pro výrobu teplé vody nebo vodní páry, pokud slouží k vytápění, někdy se též používá termín výtopna (termín výtopna je též i technologické zařízení železnic určené pro údržbu a provoz parních lokomotiv).
Kotelny byly v minulosti součástí prakticky všech průmyslových podniků, ale také parníků, což souviselo se všeobecným rozšířením parního stroje v lodní dopravě respektive v paroplavbě.
Se zaváděním etážového topení se staly kotelny součástí obytných domů, kde zajišťují centrální výrobu tepla a teplé vody.
Obří kotelny jsou i dnes součástí centrálních městských zdrojů tepla respektive tepláren a tepelných elektráren.